# デイヴ・フォーミュラ
デイヴ・フォーミュラ（Dave Formula、出生名：デイヴィッド・トムリンソン、David Tomlinson、1946年8月11日 - ）は、イギリス・マンチェスター出身のミュージシャン、映画音楽作曲家。マガジンのキーボーディストとして活動する。

## 来歴
1960年代からブルース/ソウル・バンドのメンバーとして活動。1978年、マガジンに、脱退したキーボーディスト、ボブ・ディッキンソンの後任として加入。特徴的な分厚いシンセ音でバンドサウンドに個性を与えた。その後もニューロマンティックの代表的バンド、ヴィサージや実験的ポストパンク・バンド、ルーダスなどにキーボーディストとして参加した。
マガジン解散後は、ハワード・ディヴォートが結成したラグジェリアにも参加。1980年代半ばより始めたスタジオ経営が成功したために表立った活動はなかったが、キーボーディストとしての活動は続けていた。その関係から、ザ・ストーン・ローゼズのデビュー・アルバム『ザ・ストーン・ローゼズ』のプロデュースを自ら申し出たことがある（彼自身がバンドとのフィーリングの不適合を感じたことによりその話は流れた）。
1990年代半ばにストック・ハウゼン・アンド・ウォークマンという前衛音楽ユニットのサポートメンバーとして来日したこともある。2001年にザ・フィンクス（The Finks）というバンドで活動後、2003年にはワールドビート・グループ、ジ・エンジェル・ブラザースを結成した。2010年には自身初のソロ・アルバム『Satellite Sweetheart』をリリースした。

## トリビア
「Formula」という名前はバンド加入直後、ドライブ中に見たガソリンスタンドの「New Fomula Petrol」の看板を見たことがきっかけになった。「Formula」のダークな語感と本名より覚えられやすそうな名前だったからつけたとのこと。